# Armenië op het Eurovisiesongfestival 2017
Armenië nam deel aan het Eurovisiesongfestival 2017 in Kiev, Oekraïne. Het was de 11de deelname van het land op het Eurovisiesongfestival. ARMTV was verantwoordelijk voor de Armeense bijdrage voor de editie van 2017.

## Selectieprocedure
De Armeense openbare omroep bevestigde op 30 juni 2016 te zullen deelnemen aan de komende editie van het Eurovisiesongfestival. Meteen werd duidelijk dat Armenië voor het eerst sinds 2010 een nationale preselectie zou organiseren om een artiest te selecteren. Er werd een talentenjacht georganiseerd met als titel Depi Evratesil, en dit van 22 oktober tot 24 december 2016. De vakjury bestond uit zes voormalige deelnemers aan het Eurovisiesongfestival: Hayko (2007), Anoesj Arsjakian (2009), Inga Arsjakian (2009 en 2015), Aram MP3 (2014), Essaï Altounian (2015) en Iveta Mukuchian (2016). Zij beslisten in de voorrondes welke artiesten doorstootten naar de volgende ronde. Vanaf de halve finales stond het televotende publiek in voor de helft van de punten. Uiteindelijk won Artsvik Depi Evratesil. Haar bijdrage, Fly with me getiteld, werd op 18 maart 2017 gepresenteerd aan het grote publiek. Ze haalde de finale en werd 18de.

## In Kiev
Armenië trad aan in de tweede halve finale, op donderdag 11 mei 2017. Daarin eindigde ze op de zevende plek, waardoor ze zich plaatste voor de finale. Daarin werd ze 18de.
2006 · 2007 · 2008 · 2009 · 2010 · 2011 · 2012 · 2013 · 2014 · 2015 · 2016 · 2017 · 2018 · 2019 · 2020-2021 · 2022 · 2023 · 2024 · 2025
Albanië · Armenië · Australië · Azerbeidzjan · België · Bulgarije · Cyprus · Denemarken · Duitsland · Estland · Finland · Frankrijk · Georgië · Griekenland · Hongarije · Ierland · IJsland · Israël · Italië · Kroatië · Letland · Litouwen · Macedonië · Malta · Moldavië · Montenegro · Nederland · Noorwegen · Oekraïne · Oostenrijk · Polen · Portugal · Roemenië · San Marino · Servië · Slovenië · Spanje · Tsjechië · Verenigd Koninkrijk · Wit-Rusland · Zweden · Zwitserland